# Dercy Gonçalves

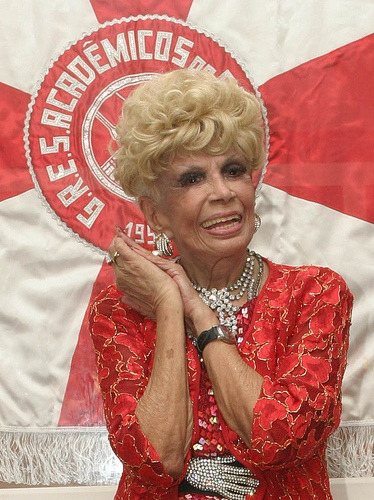
Dercy Gonçalves, fotografiert von Andréa Farias, 2004

Dolores Gonçalves Costa, besser bekannt als Dercy Gonçalves (anhörenⓘ, * 23. Juni 1907 in Santa Maria Madalena im Bundesstaat Rio de Janeiro; † 19. Juli 2008 in Rio de Janeiro) war eine brasilianische Schauspielerin und Komikerin.

## Leben

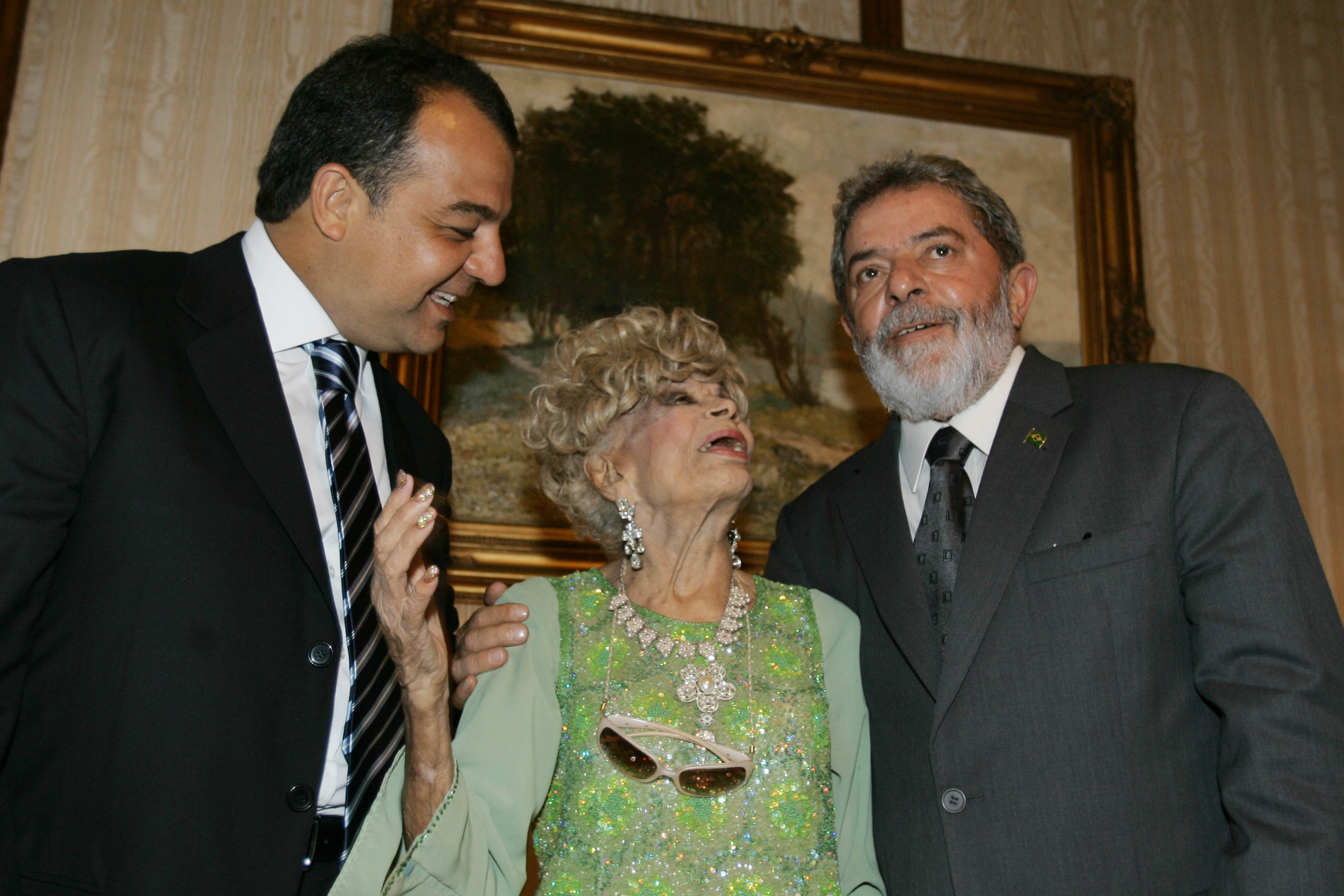
Dercy Gonçalves zwischen Gouverneur Sérgio Cabral Filho (l.) und Präsident Lula da Silva (r.), 2007

Die Tochter eines Schneiders wuchs mit sechs Geschwistern in Armut auf. Sie begann ihre Bühnenkarriere 1929. Danach arbeitete sie für Theater, Revuen, Kino, Radio und Fernsehen und erlangte Berühmtheit durch den humorvollen Gebrauch vulgärer Ausdrücke. Während des Karnevals in Rio 1991 sorgte sie für Diskussionen, als sie bei der Parade einer Sambaschule ihre Brüste entblößte.
Von 1943 bis 1963 war sie mit dem Journalisten Danilo Bastos verheiratet. Mit Ademar Martins hat sie eine Tochter namens Decimar, die 1934 zur Welt kam.

## Ehrungen
- 1981: São Paulo Association of Art Critics Awards (Beste Schauspielerin, für Cavalo Amarelo)
- 1993: Brazilia Festival of Brazilian Cinema (Beste Nebendarstellerin, für Oceano Atlantis)
- 2005: Cinema Brazil Grand Prize (Ehrenpreis)

## Filmografie
- 1943: Samba Em Berlim
- 1944: Abacaxi azul
- 1944: Romance Proibido
- 1946: Caídos do Céu
- 1948: Folias Cariocas
- 1954: Naked Amazon
- 1956: Depois Eu Conto
- 1957: A Baronesa Transviada
- 1957: Absolutamente Certo
- 1957: Uma Certa Lucrécia
- 1958: A Grande Vedete
- 1959: Entrei de Gaiato
- 1960: Cala a Boca, Etelvina
- 1960: Com Minha Sogra em Paquetá’
- 1960: A Viúva Valentina
- 1960: Só Naquela Base
- 1960: Minervina Vem Aí’
- 1960: Dona Violante Miranda
- 1963: Sonhando com Milhões
- 1970: Se Meu Dólar Falasse
- 1980: Cavalo Amarelo (Fernsehserie)
- 1980: Bububu no Bobobó
- 1980: Dulcinéa Vai á Guerra (Fernsehserie)
- 1983: Menino Arco-Ìris, O
- 1984: Humor Livre (Fernsehserie)
- 1989: Que Rei Sou Eu? (Fernsehserie)
- 1990: Mamma, La (Mini-Serie)
- 1992: Deus Nos Acuda (Fernsehserie)
- 1993: Oceano Atlantis
- 1996: Sai de Baixo (Gastauftritt Fernsehserie)
- 2008: Nossa Vida Não Cabe Num Opala